# 고창공공도서관
전북특별자치도교육청고창도서관은 전북특별자치도 고창군 고창읍 소재의 공공 도서관이다.

## 연혁
- 1984년 4월 17일 - 고창군 공공도서관 설립인가
- 1987년 8월 6일 - 고창군공공도서관 설치조례 제정
- 1987년 8월 21일 - 고창공공도서관 개관
- 1991년 3월 25일 - 고창공공도서관 설치조례 재정
- 1997년 3월 21일 - 고창교육청 사회교육관 지정
- 1998년 3월 6일 - 한국문화학교 지정 (제141호 문화관광부 장관)
- 2004년 1월 1일 - 전자정보실 개설
- 2005년 4월 7일 - 고창지역평생학습관 지정
- 2019년 3월 1일 - 전라북도교육청고창도서관으로 명칭 변경
- 2024년 1월 18일 - 전북특별자치교육청고창도서관으로 명칭 변경

## 시설현황
- 규모 : 지상2층
- 연 면 적 : 1,128㎡2
- 자료실정보 : 일반자료실(34석), 어린이자료실(21석), 유아자료실(14석)
- 기타부대시설 : 책쉼터(18석), 교육실 1,2,3(40석)

## 이용 안내
이용시간
| 요일   | 유아·어린이자료실 | 일반자료실    |
| ------ | ----------------- | ------------- |
| 평일   | 09:00 ~ 18:00     | 09:00 ~ 21:00 |
| 토요일 | 09:00 ~ 17:00     | 09:00 ~ 17:00 |

휴관일
- 매주 일요일, 법정 공휴일, 개관기념일
- 기타 공공도서관장이 필요하다고 인정 할 때(3일전 공고)
- 공공 기관의 토요휴무제 시행에 따라, 휴무일의 경우 디지털자료실 휴실